# Anita Tsoy
Anita Tsoy (en ruso: Анита "Анна" Серге́евна Цой; nacida Anna Sergeyevna Kim; Moscú, República Socialista Federativa Soviética de Rusia, Unión Soviética, 7 de febrero de 1971) es una cantautora rusa de ascendencia coreana. Ella es una Artista Meritoria de Rusia (2003).

## Primeros años
El abuelo de Anita, en busca de educación gratuita, emigró de Corea al Extremo Oriente ruso. Él, su esposa y sus hijos más tarde se vieron involucrados en la deportación de Koryo-saram a Asia Central en 1937. Su madre Anita nació en 1944 en Taskent, República Socialista Soviética de Uzbekistán, Unión Soviética y se graduó con éxito en la Universidad Estatal de Moscú y se convirtió en doctora en química.
Su madre hizo todo lo posible para que su hija se educara en todo tipo de artes. El favorito de Anita se convirtió en música. Comenzó a tomar lecciones de violín a una edad temprana; luego estudió piano, flauta y guitarra.
Cuando se convirtió en adulta, su madre fue tildada de "enemiga de clase" en la década de 1970 en respuesta a su historial de hablar en apoyo del disidente Andréi Sájarov, ganador del Premio Nobel de la Paz. Por su disensión, fue internada brevemente en una institución mental y se convirtió en inválida permanente. Después de dejar la escuela, Tsoy asistió a la escuela de formación de maestros, luego a la escuela de derecho en la Universidad Estatal de Moscú, donde conoció a su esposo Sergey Tsoy.

## Carrera profesional
Después de graduarse, en lugar de convertirse en maestra o abogada, comenzó a ahorrar dinero para iniciar una carrera como cantante, mientras que su esposo comenzó a trabajar como secretario de prensa para el alcalde de Moscú Yury Luzhkov en 1994. Su primer álbum Polyot (Полёт; Vuelo) fue lanzado en 1997; lo mantuvo en secreto para su esposo hasta después de haber firmado el contrato con su productora.
En 1998 se lanzó su segundo álbum, llamado "Черный лебедь" ("El Cisne Negro") y en 1999 se celebró en la sala de conciertos un concierto "Черный лебедь или храм любви" ("El Cisne Negro o un Palacio del Amor") "Rossiya". Este programa fue aceptado como "Mejor Programa del Año" y ganó una "Ovación". Se fue a los Estados Unidos en 2003 para grabar un álbum en inglés, donde trabajó con el compositor cinematográfico Lee Holdridge; Mientras estuvo allí, le ofrecieron un contrato de cinco años como vocalista solista en el Cirque du Soleil, pero lo rechazó para regresar a Rusia y estar cerca de su familia.
Graba su tercer álbum en solitario de danza rusa "1000000 минут" ("1000000 Minutes") en 2003, que se presentó al público en el club "Elevator", una antigua fábrica de Moscú. En 2005 se llevó a cabo un gran espectáculo-concierto "ANITA" en la Sala de Conciertos "Rossiya" de Moscú, con decoraciones de alta tecnología como grandes pantallas LCD y fuentes en el escenario. El programa fue considerado uno de los más exitosos en Rusia y fue lanzado en DVD por Universal Music. Tsoy grabó su cuarto álbum "На восток" ("To The East") en 2007 y cambió mucho su imagen desde 2003; ella recurre al estilo manga-anime. En otoño del mismo año actúa con su espectáculo "To The East", que atrajo a más de diez mil personas. Después del espectáculo, se lanzó la grabación en DVD de este concierto en vivo.
Los programas de "ANITA" y "To The East" se consideran una de las mejores presentaciones en vivo en Rusia y las grabaciones de estos conciertos se mostraron en Channel One, Muz-TV y otros canales rusos influentables.
Grabó 5 álbumes en total y ganó más de 10 premios importantes tanto por actuación como por obras de caridad durante su carrera de 13 años como solista.

## Resumen de la carrera musical
Tsoy es conocida por cambiar regularmente su estilo e imagen musical. Comenzó a actuar casi como una artista de rock en 1997, luego se dedicó a la música dance y, después de 2006, varios estilos musicales presentes en sus canciones: el rock de Víktor Tsoi seguido por el blues, el R&B y el pop de estilo oriental.

### 1997 – En memoria de Víktor Tsoi
El primer álbum "Полет" ("Vuelo") se grabó en 1997 y recibió su nombre del primer éxito de Anita: el sencillo "Полет" ("Vuelo"). La mayoría de las canciones están escritas en estilo rock, similar a la banda de Kinó, donde la guitarra acústica juega el papel principal. Esto se debe a que Anita era una gran admiradora de ellos cuando era joven. Otro éxito, "Мама" ("Madre"), se dedicó a los niños huérfanos.

### "El Cisne Negro" del pop ruso
En 1998 se lanzó el segundo álbum de Anita, llamado "The Black Swan" ("Черный лебедь"). Las canciones notables de este disco son: "Far Away" ("Далеко") y "Return" ("Возвращайтесь") El segundo fue remezclado en 2009 y se convirtió en un sencillo clave para el cantante "To Remember so that Life Continues" ("Помнить, чтобы жизнь продолжалась") gira de conciertos benéficos. En las pistas de este álbum se encuentran en su mayoría instrumentos de guitarra, electrónica y percusión y la mayoría de las canciones están escritas en un estilo pop rock.

### 2003 – Cambio a música de baile
En 2003, Anita grabó su tercer álbum ruso, llamado "1000000 Minutos" ("1000000 минут"). Sus dos primeros discos y este no se pueden comparar en absoluto, casi todas las canciones aquí están compuestas en un estilo Dance. Este álbum tiene cuatro sencillos que se convirtieron en super-éxitos en las estaciones de radio: una pista de título "1000000 Minutos" ("Миллион минут"), "Sólo para Ti" ("Одному тебе"), "¿Eso es Amor?" ("Это ли любовь?") y "Juguetes de Navidad" ("Новогодние игрушки").

### 2007 – Hacia el Este
Desde 2003 hasta 2007 no se publicaron grabaciones debido a los grandes problemas de piratería en el mercado de los medios de comunicación en Rusia.
El álbum "Hacia el Este" ("На восток") fue grabado en 2007 por la compañía Universal Music. Está lleno de sencillos de éxito: siete de las once pistas se sintonizaron en la radio y dos de ellas: la canción principal "Hacia el Este" ("На восток") y "El Cielo" ("Небо") se hicieron muy populares entre gente rusa; Anita ganó dos estatuillas de "Golden Gramophone" por estos sencillos: una en 2006 y la otra, en 2007 (el sencillo "Hacia el Este" ("На восток") se había escrito un año antes de la grabación del álbum). Las combinaciones de guitarra, instrumentos de percusión y música electrónica hicieron que las canciones de este álbum se distinguieran de las de otros artistas. Anita y Universal Music anunciaron que todos los ingresos de las ventas del álbum se entregarían a los asilos de huérfanos.

## Caridad
Además de cantar, es conocida como una contribuyente activa a la caridad. En 2001 abrió una fundación benéfica "Anita", que ayudó a muchos niños con discapacidad congénita. También trabaja con importantes empresas benéficas como Save the Children y Unicef.
En 2009 se organizó una gira de conciertos y todas las ganancias de los conciertos se enviaron a las familias, cuyos familiares fallecieron por acciones terroristas y derrumbes de minas de carbón. Los conciertos se llevaron a cabo en las ciudades de Grozni, Beslán, Budyonnovsk y muchas otras, ubicadas en áreas del Cáucaso y Siberia. La gira se llamó "Recordar para que la Vida Continúe" ("Помнить, чтобы жизнь продолжалась"). Varios meses antes, en el Barvikha Hall, Moscú, se organizó un gran concierto, al que se había invitado principalmente a empresarios y celebridades. Los ingresos fueron de unos 160000 euros; esta cantidad de dinero se entregó a más de 50 niños que fueron víctimas de la masacre de Chechenia en Beslán.

## Carrera actual
Fue nombrada "Embajadora de la Cultura y el Turismo de Corea" entre Rusia y Corea del Sur por el presidente surcoreano Roh Moo-hyun durante su visita oficial a Rusia en 2004.
Se anunció en el sitio oficial de la cantante que se grabará un nuevo álbum, llamado "Глубина" ("Profundidad"). No se menciona la fecha de lanzamiento. Anita Tsoy actuará en el próximo musical francés "Miguel Strogoff" en 2010 - 2011.

## Álbumes
- "Полет" ("Vuelo") – 1997
- "Черный лебедь" ("El Cisne Negro") – 1998
- "I'll remember you" (Grabado en los Estados Unidos) – 2000
- "1000000 минут" ("1000000 minutos") – 2003
- "На восток" ("Hacia el Este") – 2007
- "Твоя А" ("Eres un") – 2011

## Conciertos en directo
- "Полет к новым мирам" ("Un Vuelo a Nuevos Mundos") – 1998
- "Черный лебедь или храм любви" ("El Cisne Negro o un Palacio del Amor") – 1999, 2000 (versión sinfónica)
- "1000000 минут" ("1000000 Minutos") – 2003
- "ANITA" – 2005
- "На восток" ("Hacia el Este") – 2007
- "Помнить, чтобы жизнь продолжалась" ("Recordar para que la Vida Continúe") – 2009 (Gira de Conciertos Benéficos)
- "EL MEJOR" – 2010

## Premios
- "Trabajador de Honor de Kuzbass por su participación activa en obras de caridad, 2009"[22]
- "Gramófono Dorado", 2007[11]
- "Gramófono Dorado", 2006[11]
- Un Verdadero Profesional de Rusia, 2005[9]
- "Mezenat" para la participación activa en organizaciones benéficas, 2004[9]
- "Pilar" por el talento de la artista, 2004[9]
- "Por la renovación de Rusia", 2004[9]
- Artista Meritoria de Rusia, 2003[1]
- "Olympia" por la participación activa en la caridad, 2002[9]
- Premio Nacional de Música "Ovación" - Mejor Espectáculo del Año, 1999[1]
- Premio Nacional de Música "Ovación" - Descubrimiento del Año, 1998[1]